# Прекрасни дни
„Прекрасни дни“ е южнокорейски анимиран научнофантастичен филм. Премиерата му е през 2003 година. „Прекрасни дни“ е създаден с техниката на 3D анимацията и напомня за Реална Фантазия.
Филмът излиза в огромен брой западни страни като САЩ и Великобритания под името Sky Blue („Синьо небе“). В други страни като Финландия и Франция излиза с оригиналното си заглавие „Прекрасни дни“ (Wonderful Days).
Създаден от най-добрите корейски аниматори, той е изключително амбициозен, но леко объркан проект. Историята се върти около цивилизация, която малко или много е започнала да изчезва заради войната и замърсяването, и само защитеният град Екобан оцелява. Той се управлява от военна организация, която използва боклуците, за да създава енергия. Филмът се развива от гледната точка на Джей, един от лидерите на елита. Когато била малка, първата ѝ любов Шуа ѝ обещал, че един ден ще видят ясно синьо небе (жителите на Екобан никога не са виждали синьо небе). Сега, години след предполагаемата му смърт, той се завръща в града като част от терористична организация, позната като Горещите Кучета, решена да изпълни обещанието му. Заформя се досаден любовен триъгълник между Джей, Шуа и Симон – шефа на сигурността. И въпреки историята някак си да е плоска и недотам обмислена и свързана концептуално – може би дори трябва да гледаш филма повече от веднъж, за да го разбереш – графичното представяне просто ти взима ума. Многобройните гледни точки на заобикалящия пейзаж, допълнени с реалистичи визуализации на климата, успяват да те накарат да се почувстваш като част от този свят. Всеки кадър е детайлно изпипан, хората работили над филма са дали всичко от себе си, за да комбинират 2D и 3D графиката.